# Museumsinsel (Film)
Museumsinsel ist ein Dokumentarfilm des DEFA-Studios für Dokumentarfilme von Alfons Machalz aus dem Jahr 1981.

## Handlung
Auf der Museumsinsel in Berlin-Mitte werden in 13 Sammlungen der Staatlichen Museen Schätze der Weltkultur präsentiert. Zu Beginn des 19. Jahrhunderts entsteht das erste Museumsgebäude nach Plänen des Baumeisters Karl Friedrich Schinkel, das Alte Museum. Im Film wird ein Teil der einzelnen Museen der Insel vorgestellt, worin auch Zeugnisse aus verschiedenen Epochen im Ägyptischen Museum einen Einblick in das damalige Leben der Menschen geben. Die hier ausgestellten ältesten Stücke werden vor etwa 7000 Jahren aus dem Schlamm des Nils geformt. Im Museum für Volkskunde kann man sehen, wie das Großstadtproletariat um das Jahr 1900 lebt, was besonders für junge Besucher interessant ist. Wie das Leben vor etwa 2500 Jahren in der Antike aussah, kann man im Pergamonmuseum betrachten, deren wichtigste Ausstellungsstücke  der Pergamonaltar, das Markttor von Milet, das Ischtar-Tor und die Prozessionsstraße von Babylon sowie die Mschatta-Fassade sind. In weiteren vier Museen kann man bildende Kunst aus Europa vom 12. bis zum 20. Jahrhundert betrachten, wozu auch das Mosaik von Ravenna gehört. Weitere Museen beherbergen islamische und ostasiatische Kunst.
Am 3. Februar 1945, kurz vor dem Ende des Zweiten Weltkrieges zerstören Bomber auch die Gebäude auf der Museumsinsel. Unmittelbar nach Beendigung des Krieges beginnen sowjetische Soldaten, Kunsthistoriker und Museumsfachleute mit der Bergung der Museumsstücke, die in den Museen der Sowjetunion restauriert und konserviert werden, um nach dem Wiederaufbau der Gebäude wieder ihren angestammten Platz auf der Museumsinsel einzunehmen. Zu den 2 ½ Millionen Gästen, die jährlich die staatlichen Museen in Berlin besuchen, gehören auch Kindergarten-Gruppen, deren Besuch sogar gewünscht und gefördert wird. 

## Produktion und Veröffentlichung
Museumsinsel wurde im Auftrag des Ministeriums für Auswärtige Angelegenheiten der DDR von der KAG camera DDR des DEFA-Studios für Dokumentarfilme auf ORWO-Color gedreht. 